# Țărkvița, Șumen
Țărkvița (în bulgară Църквица) este un sat în comuna Nikola Kozlevo, regiunea Șumen,  Bulgaria. 

## Demografie
Componența etnică a satului Țărkvița
     Turci (35,65%)
     Romi (61,26%)
     Nicio identificare (2,43%)
     Altele (1,13%)
La recensământul din 2011, populația satului Țărkvița era de 617 locuitori. Din punct de vedere etnic, majoritatea locuitorilor (61,26%) erau romi, cu o minoritate de turci (35,65%). Pentru 2,43% din locuitori nu este cunoscută apartenența etnică.